# Kozak Memorandum
A Kozak Memorandum (hivatalos megnevezés: ’Russian Draft Memorandum on the basic principles of the state structure of a united state in Moldova’) a transznisztriai konfliktus békés megoldására, Transznisztria Moldovába történő reintegrációjára törekvő megoldási tervezetek egyike volt. A megoldási tervezet került a legközelebb ahhoz, hogy pontot tegyen a megoldatlan befagyott konfliktus végére, az aláírását megelőző utolsó napon Chișinău azonban visszautasította azt.  

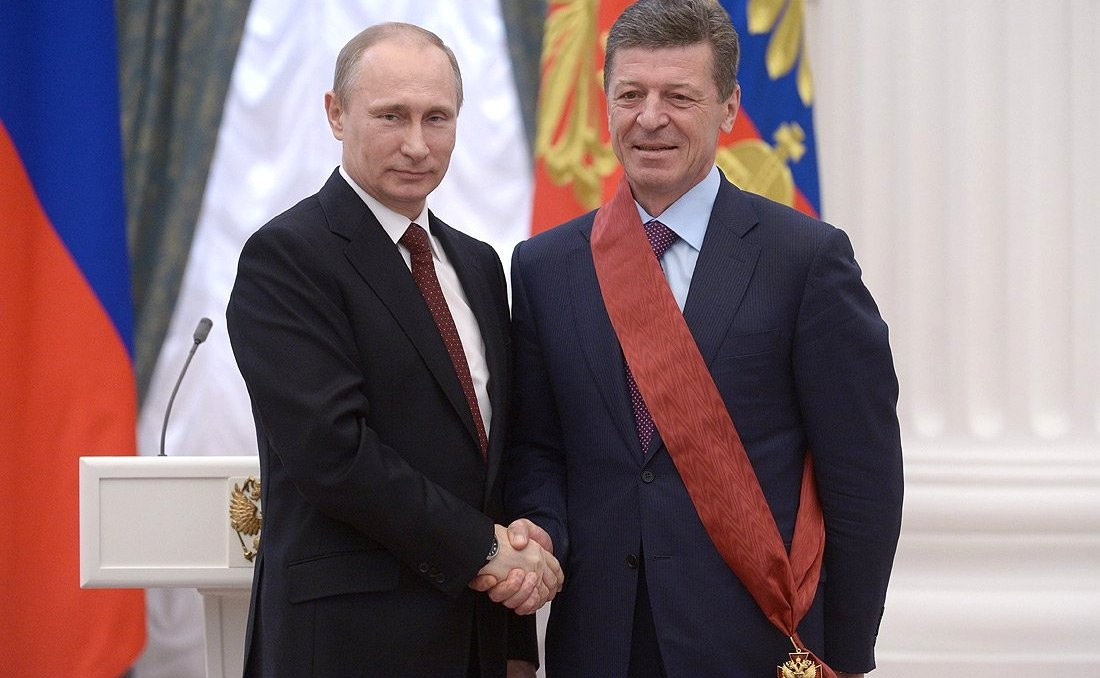
Dmitrij Kozak, a memorandum névadója Vlagyimir Putyin orosz elnök társaságában

## A memorandum előzményei
Az 1992-es rövid transznisztriai háborút lezáró fegyverszüneti megállapodás óta számtalan kísérlet történt arra, hogy a Dnyeszter Menti Köztársaság státusza és Moldovával való kapcsolata rendezésre kerüljön. Az 1990-es években az EBESZ 1993. évi jelentése (hivatalos megnevezés: ’Report No. 13 of the CSCE Mission to Moldova’) és az 1997-es Primakov Memorandumként elhíresült nyilatkozat (hivatalos megnevezés: ’Memorandum of Understanding on the Principles of Normalisation of the Relations between the Republic of Moldova and Transnistria’) emelhetőek ki e körben, azok azonban kevés valós eredményt tudtak felmutatni.  Az évtized egyetlen jelentős sikere az 1999-es isztambuli EBESZ csúcstalálkozón született, amikor Oroszország vállalást tett a Transznisztriában a fegyverszüneti egyezmény értelmében békefenntartóként állomásoztatott hadseregének 2001, és az észak-transznisztriai Cobasna városában raktározott hadiarzenáljának 2002 végéig történő kivonására.
A Moldáv Kommunista Párt (PCMR) a 2001-es választásokon elért nagyarányú győzelmét követően szintén fordulat következett be a Moszkva által támogatott oroszbarát Vlagyimir Voronyin moldáv miniszterelnökké kinevezésével, aki kiemelt céljává tette a transznisztriai konfliktus mihamarabbi rendezését. Az új, optimista légkörben született a Kozak Memorandum közvetlen elődjének tartott 2002-es EBESZ-terv (más néven a ’kijevi dokumentum’), ami már konkrét javaslatokat fogalmazott meg egy, a Transznisztriát és Moldova többi részét magába foglaló föderális államszerkezet kialakítására.  Bár a kijevi dokumentum célkitűzései nem valósultak meg, s azt sokat bírálták, mégis ez a tervezet volt az első komolyabb föderális elképzelés a konfliktus rendezésére,  amely jövőbeli elképzelések, kiváltképpen a Kozak Memorandum alapjává vált.

## A Kozak Memorandum születése
2003-ban a konfliktus megoldásának szempontjából kedvező politikai légkörben kezdte meg munkáját a Jaap de Hoop Scheffer vezette holland EBESZ elnökség, amely szintén prioritásként határozta meg a transznisztriai helyzet rendezését. Az elnökség célja egy EBESZ vezetésű többnemzetiségű kontingens Moldovába küldése volt,  amellyel az isztambuli megállapodás értelmében kivonás alatt álló orosz katonai egységeket szerették volna fokozatosan felváltani. A holland vezetés a nemzetközi kontingens létrehozásával olyan helyzetet kívánt kialakítani, amely mind Chișinău, mind Tiraspol számára biztonsági garanciákat nyújt, s tartós politikai megállapodást hoz el.  Az elnökség a NATO-val és az Európai Unióval folytatott tárgyalásait követően egy 1000 fős európai uniós kontingens kiküldetéséről határozott. Bár a Kreml kezdetben támogatásáról biztosította a holland elnökséget, az EBESZ konkrét tervének nyilvánosságra hozatalát követően Vlagyimir Putyin orosz elnök Moszkva térségbeli befolyásának elvesztésétől félve, 2003 őszén a beavatkozás mellett döntött. Moldovába küldte az Elnöki Adminisztráció akkori helyettes vezetőjét, Dmitrij Kozakot annak érdekében, hogy még a program megvalósítása előtt lépjen közbe és diplomáciai úton akadályozza meg azt.  Kozak a tovább folytatódó EBESZ tárgyalások alatt titokban mind Chișinăuval, mind Tiraszpollal diplomáciai tárgyalásokba kezdett, és pár hét leforgása alatt kidolgozta a saját föderatív megoldási tervezetét, amelyet végül róla neveztek el.  November 14-én, amikor William Hill, az EBESZ moldovai missziójának vezetője a chișinăui orosz nagykövetségre látogatott, hogy átadja a holland elnökség időközben elkészült megoldási javaslatának tervezetét, majd annak elfogadását követően hivatalos keretek közt aláírják azt, Kozak már a saját kidolgozott programjával várta őt.

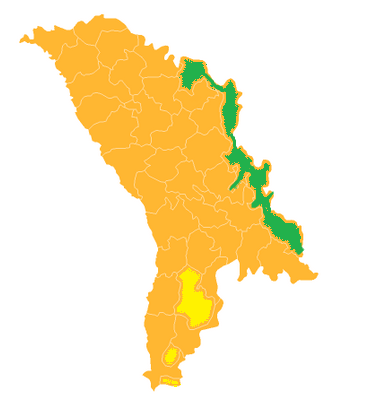
A Kozak Memorandum által vizionált föderáció három szereplője. A központi, "szövetségi" területek narancs, Transznisztria zöld, Gagauzia sárga színnel jelölve

## A tervezet javaslatai az alkotmányos rendszer kiépítésére
A Kozak Memorandum egy fokozatosan kiépítendő föderatív államalakulat létrehozására tett javaslatot „Moldovai Szövetségi Köztársaság” elnevezéssel, amelyben a szövetségi ügyek terén a Dnyeszter Menti Köztársaság területének és népességének méretéhez képest aránytalanul nagy befolyást szerzett volna. A tervezet nem csupán Transznisztriát határozta meg a „föderáció alanyaként”, hanem az 1994-es moldáv alkotmány életbe lépése óta autonóm státuszban lévő Gagauziát is. 
A memorandum Transznisztria számára minden korábbinál több hatáskört biztosított, például a külpolitikai mozgástér terén (például saját külképviseletek nyitásának és nemzetközi szerződések kötése megadásának jogával) mivel azt államalkotó entitásként is definiálta. 
A tervezet elsősorban a törvényhozásban adott volna Tiraszpolnak az eddigieknél nagyobb hatalmat, amikor úgy határozott, hogy a törvények felett a végső szót kimondó kétkamarás országgyűlés felsőházában, a Szenátusban a teljes, 26 fős testületből 9 helyet, azaz a mandátumok 35%-át a népesség 12%-át kitevő Transznisztria, 15%-át pedig az 5%-os gagauz kisebbség kapjon a többségi  moldáv népesség tizenhárom helyével szemben. Mivel a memorandum a törvények elfogadásához 75%-os szavazati arányt szabott volna meg, Chișinău gyakorlatilag a gagauzok támogatása mellett sem dönthetett volna Transznisztria beleegyezése nélkül semmilyen jogalkotási kérdésben, és Tiraszpol bármely határozatot megvétózhatott volna.  Hasonlóan az alkotmánybíróságban is 11 főből 4-et delegálhatott volna Tiraszpol, amelyben ráadásul 2015-ig csak 81%-os többséggel lehetett volna bármilyen döntést keresztülvinni. 

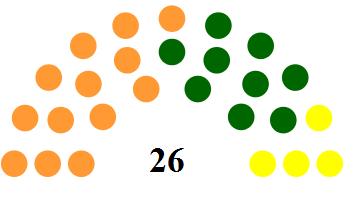
A Kozak Memorandum által létrehozandó Szenátus összetétele. Chișinău 13 (narancssárga), Transznisztria 9 (zöld), Gagauzia 4 (sárga) helyet kapott volna.

A tervezethez emellett a Szergej Ivanov orosz védelmi miniszter és Igor Szmirnov transznisztriai elnök által megkötött megállapodás is csatolásra került, amely Moldovát nem csupán semlegességre és területének teljes demilitarizációjára kötelezte volna,  hanem 2000 új orosz katona békefenntartókénti húszéves állomásozását is előírta.

## A Kozak Memorandum bukása és következményei
A memorandumot „orosz tervnek” is szokták hívni, mivel elfogadása a Moszkva számára elképzelhető legjobb konstrukció lett volna, azon keresztül ugyanis Moldovát az Andrey Kozyrev korábbi orosz külügyminiszter által definiált „közel külföld” befolyási övezetéhez láncolta volna mind meghosszabbított katonai jelenlétén, mind közvetett transznisztriai befolyásán keresztül. A Moldova számára rendkívül előnytelen konstrukció ellenére Voronyin elnök az utolsó pillanatig hajlott annak aláírására, és csupán Javier Solana, az EU akkori közös kül- és biztonságpolitikájának főképviselője és az Egyesült Államok közvetlen nyomására, illetve a tervezet tartalmának nyilvánosságra hozatalát követő hatalmas chișinăui ellentüntetések hatására döntött november 24-én, egy nappal az aláírási ceremónia előtt a memorandum elvetése mellett. A visszautasítás az orosz-moldáv kapcsolatok történelmi mélypontra süllyedését hozta el, és személyes sértettséget is eredményezett Putyin részéről, aki az elutasítás pillanatában már úton volt Chișinăuba, hogy részt vegyen a másnapi aláírási ceremónián. 

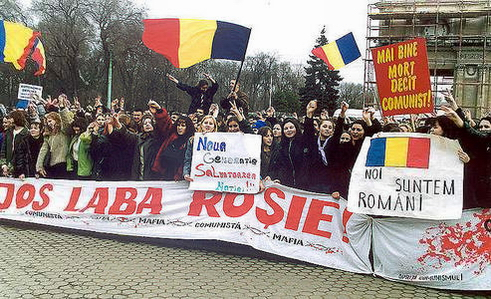
Tüntetések Chișinăuban a Kozak Memorandum tervezett aláírása ellen

Voronyin ezt követően feladta addigi oroszbarát politikáját, és Brüsszel felé fordulva Moldovát az európai uniós integráció irányába indította el. Bár a 2004-ben született közvetítői csomag még kísérletet tett egy föderatív tervezet javaslatára, annak bukását követően már a későbbi megoldási tervezetek egyike (a 2005-ben Viktor Juscsenko ukrán elnök által előterjeszett Juscsenko-terv; a 2005-ös moldáv kerettörvény, illetve a 2007-es moldáv javaslatcsomag) sem tért vissza a Kozak Memorandumnak a föderáció kialakításáról szóló elképzeléseihez.

## A tárgyalófelek
|  |  |  |  |